# Zerindi Képtár
A Zerindi Képtár az első romániai falusi képtár, amely Nagyzerinden 1974-ben nyílt meg. A képtárat Fazekas József tanár, a helyi művelődési otthon akkori igazgatója alapította, aki a Falvak Dolgozó Népében 1973 őszén közzétett egy felhívást, amelyben egy-egy kép adományozására kérte fel az erdélyi magyar képzőművészeket. A felhívást a lap s különösen akkori szerkesztője, Cseke Péter támogatta, aki rendszeresen közölte az adományozott képek reprodukcióit, s méltatásokat alkotóikról. A megnyitáskor 26 művész 52 alkotását bemutató gyűjteményben többek között Balázs Imre, Balla József, Balogh Lajos, Bene József, Csutak Levente, Drócsay Imre, M. Dumitrescu, Gámentzy Zoltán, Hajós Imre, Incze Ferenc, Kusztos Endre, Márkos András, Nagy Pál, Ódry Mária, Plugor Sándor, Andrei Sanielic, Török Pál, Ughy István, Veress Pál munkái szerepeltek. 25 képet kitevő ajándékkal gazdagította a gyűjteményt Elekes Vencel gyergyói műgyűjtő, ezekkel együtt a képek száma meghaladja a 120-at. Az azóta adományozott képek által a Zerindi Képtár állománya jelenleg 300 körül van.
A művelődési otthonban az Olosz Lajos Irodalmi Kör számos író–olvasó találkozót, könyvbemutatót rendezett, s ezeknek a rendezvényeknek a közönségét a képtár önmagában is vonzotta.